# York Community Stadium
L'York community Stadium (nommé pour raison de sponsoring LNER Community Stadium) est un stade multifonctionnel de football et de rugby à XIII situé à Huntington, proche d'York, au Royaume-Uni. L'enceinte est partagée par les clubs de football York City Football Club (5e division anglaise) et de rugby à XIII York Knights (Championship). Elle a ouvert ses portes en février 2021 et a depuis accueilli, en plus de ces clubs, plusieurs matchs de la Coupe du monde féminine de rugby à XIII 2021, un match du tournoi des Six Nations féminin 2025 et doit recevoir plusieurs matchs de poule de la Coupe du monde féminine de rugby à XV 2025.

## Développement
Les plans pour un nouveau stade émanent de la cessation de propriété, en 1999, du terrain de Bootham Crescent, par le club de football d'York City. Le club reçoit un prêt de deux millions de livres sterling du fonds national d'amélioration des stades de football britannique, conditionné à l'identification dès la fin de l'année 2007 d'un site pour un nouveau stade. Malgré le dépassement de la date limite, le fonds maintient son prêt. La ville d'York intervient en proposant la construction d'un stade communautaire, partagé entre les clubs de football d'York City et le club de rugby à XIII des York Knights, qui évoluaient au Huntington Stadium, en banlieue nord-ouest de la ville. Quatre sites sont finalement proposés, dont le stade des York Knights, pour le développement de nouvelles installations. C'est cette option qui est retenue en juillet 2010.
La suite du développement est une succession de délais et de controverses. La ville délivre une autorisation de travaux en mai 2012, dans la prospective d'une ouverture pour la saison 2014-2015. Le projet nourrit l'inquiétude des commerçants du centre-ville, car l'enceinte d'Huntington en est plus éloignée que le stade de Bootham Crescent. En novembre 2012, la date du début des travaux est reportée à juin 2014 pour une ouverture en juillet 2015. Mais en 2013, la découverte de tritons crêtés, espèce protégée, dans l'aire d'impact du projet, retarde de six mois supplémentaires la livraison des installations.
En 2014, Greenwich Leisure Limited est retenu comme mandataire d'un consortium pour l'exécution du projet, avec une attention particulière sur l'aspect communautaire du projet, comprenant en plus du stade un centre de loisir et un centre communautaire. Le coût total du projet est fixé à 37M£. Mais des difficultés dans la finalisation de contrats repoussent encore le début des travaux à mars 2016. Les nouveaux détails ajoutés au projet et l'inflation des coûts due à la successions de retards forcent la ville d'York à rallonger l'enveloppe de 7,2M£. La construction doit désormais commencer en juillet 2016 pour une livraison en 2018. En 2016, la compagnie de cinéma Vue International dépose une recours en justice contre l'installation prévue d'un nouvel écran géant, recours jugé en faveur de la ville d'York
. La société de construction ISG, désignée pour bâtir le nouveau stade, se retire en décembre 2016 devant les coûts croissants et l'accumulation de retards, forçant la ville et l'opérateur GLL à trouver un nouveau partenaire pour la construction des installations. Celle-ci commence finalement le 4 décembre 2017. Après 3 années de construction marquées par de nouveaux retards, le stade est livré 3 ans plus tard, en décembre 2020.

## Installations
Le stade comprend quatre tribunes d'une longueur équivalente aux quatre côtés du terrain, permettant d'accueillir 8 500 spectateurs assis. La principale tribune est la tribune Est, qui en plus des tribunes extérieures abrite les locaux pour les équipes, les médias, les officiels et les invités. Le stade ne comporte pas de tribune d'angle, ces espaces étant réservés pour les services d'urgence notamment. Les couleurs bleue, blanche, jaune et rouge des sièges font référence aux couleurs des deux clubs résidents.
Le terrain mesure 105x68 mètres (100x68 pour les matchs de rugby à XIII) avec un recul latéral de 3 mètres sur les bords longs et de 6 mètres derrière les buts, en conformité avec les recommandations de la FIFA. Le stade utilise une pelouse hybride, plus adaptée au climat du nord de l'Angleterre qu'une pelouse 100% naturelle.
En plus du stade, le complexe offre aux habitants de la ville un centre de loisirs couverts avec d'autres installations sportives (piscine de 25 mètres, terrains de badminton, netball et basket-ball, salle de fitness), des installations ludiques et d'éveil au sport pour les enfants et un studio de danse. Le centre se veut aussi un medium de communication sur la santé et le bien-être et offre des conseils et de la prévention médicale. Il contient aussi une bibliothèque. Dans l'ensemble, les installations, bien qu'orientées principalement vers le sport, sont pensées pour inclure des usagers de toutes les tranches d'âge.
A l'extérieur, le complexe propose trois terrains adjacents de football à 5 et une aire de jeux extérieure, quelques pelouses et aménagements paysagers. Toutes ces installations sont greffées à une zone commerciale préexistante.

## Transports
Une ligne de bus assure la liaison entre le stade et le centre-ville d'York mais les nouvelles installations n'ont pas suscité la création d'une offre de transports en commun supplémentaire. Le complexe offre 400 places de stationnement automobile et 355 places pour les vélos. Le complexe est lié au centre-ville par des voies vélo, essentiellement situées sur les trottoirs bordant la voirie.

## Compétitions
Le stade accueille ou a accueilli ponctuellement les compétitions suivantes :
- Championnat d'Angleterre de football de cinquième division (2021-) : Matchs à domicile du York City FC
- Championship (rugby à XIII) (2021-) : Matchs à domicile des York Knights
- Coupe du monde féminine de rugby à XIII 2021 (novembre 2022) : Six matchs de poule puis deux demi-finales[17]
- Tournoi des Six Nations féminin 2025 (mars 2025) : Match Angleterre - Italie[18]
- Coupe du monde féminine de rugby à XV 2025 (août-septembre 2025) : Six matchs de poule[19]

## Galerie

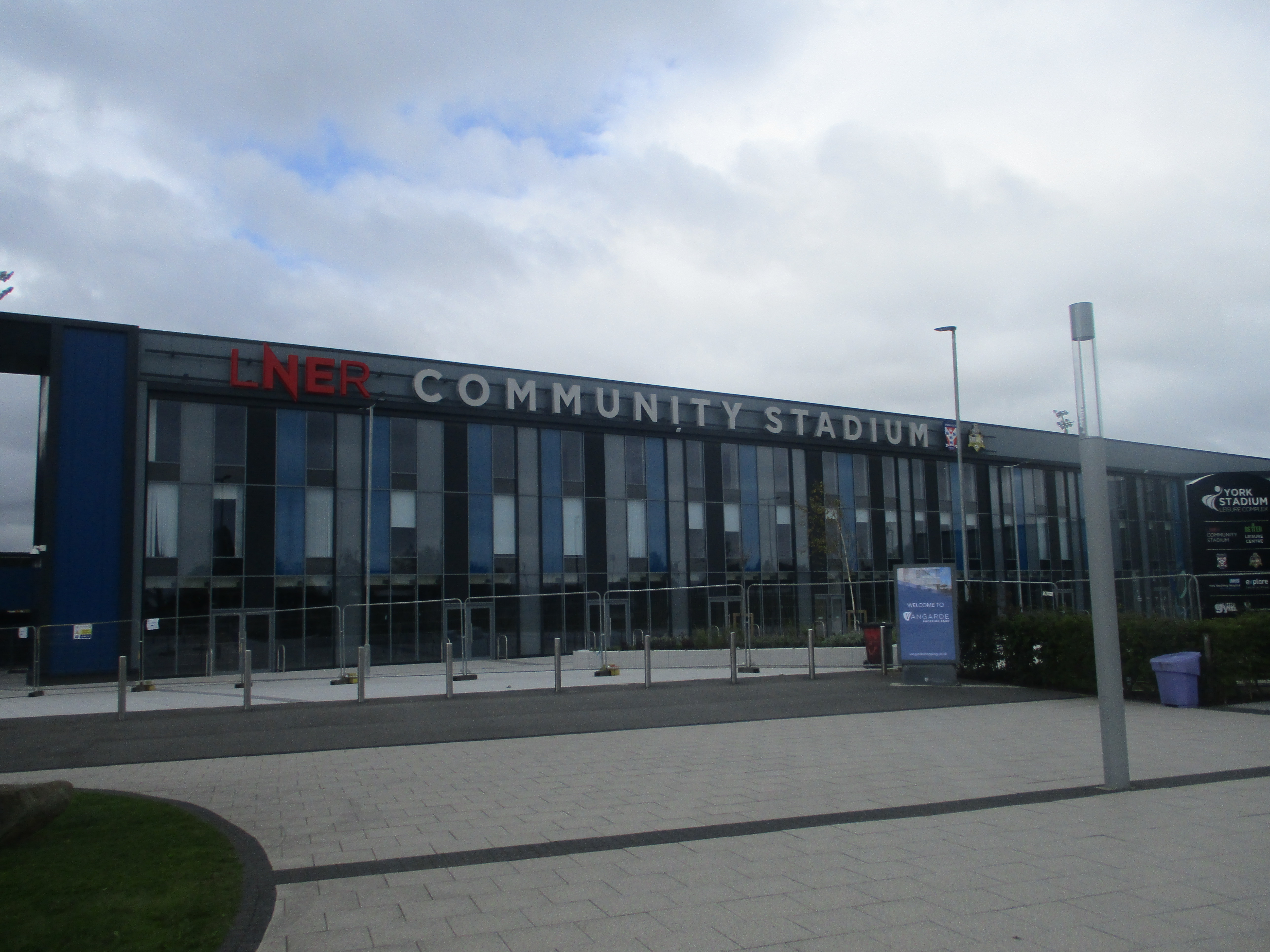
Façade extérieure de la tribune Est, avant l'ouverture du stade
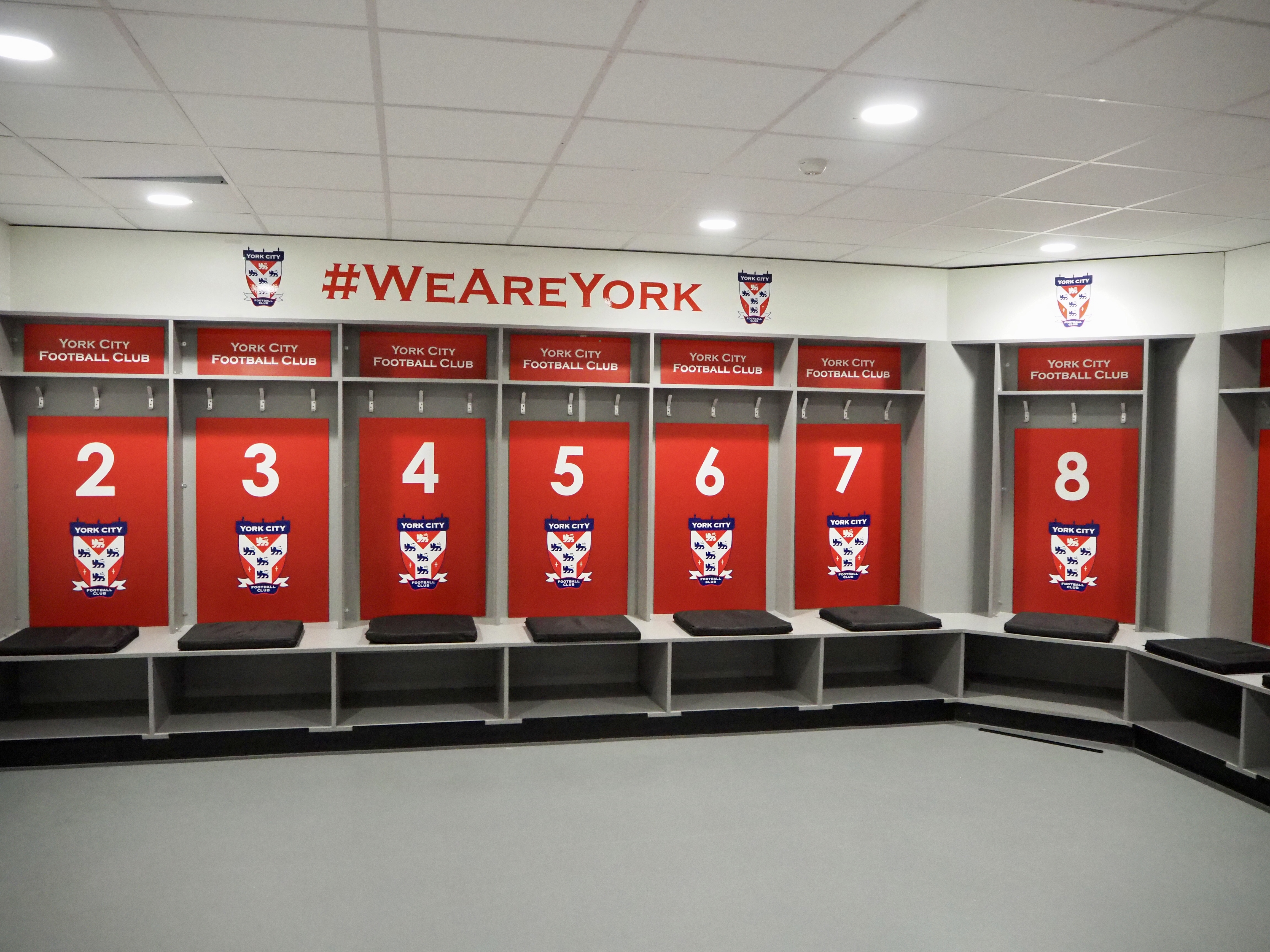
Vestiaire pour l'équipe York City